# Jimmy Mullen
Jimmy Mullen, all'anagrafe James Mullen (Newcastle upon Tyne, 6 gennaio 1923 – Wolverhampton, 23 ottobre 1987), è stato un calciatore inglese, di ruolo attaccante, che giocò per tutta la sua carriera professionistica con i Wolverhampton Wanderers e che partecipò con la maglia della Nazionale inglese al Campionato mondiale di calcio 1950 e al Campionato mondiale di calcio 1954.

## Carriera

### Club
Nativo di Newcastle upon Tyne, contea di Tyne and Wear, Mullen iniziò a giocare a calcio nelle scuole da lui frequentate nell'infanzia (St. Mary's Juniors) e nell'adolescenza (St Aloysius R.C.), arrivando ad essere convocato nella Nazionale Scolastica inglese. All'età di 14 anni fu messo sotto contratto dai Wolverhampton Wanderers, giocando per i primi due anni nella squadra delle riserve.
L'esordio con la prima squadra arrivò il 18 febbraio 1939, all'età di 16 anni e 43 giorni, nella partita vinta per 4-1 contro il Leeds Utd giocando come attaccante esterno (posizione che manterrà per tutta la carriera), gara nella quale effettuò l'assist per il primo gol della sua squadra. Nella sua stagione d'esordio, i Wolves finirono secondi alle spalle dell'Everton e, una volta compiuti 17 anni, firmò un contratto da professionista: lo scoppio della seconda guerra mondiale non interruppe del tutto la sua carriera, dato che nel 1939-1940 i Wolves si aggiudicarono la Midland League. Durante il conflitto, Mullen giocò una stagione come ospite presso il Leicester City per poi tornare ai Wolves, nei quali disputò 86 partite siglando 28 reti nel periodo bellico. Nel 1942 venne arruolato nell'esercito, e fu stanziato a Farnborough, Catterick e Barnard Castle, giocando come ospite per il Darlington Football Club.
Alla fine della guerra, continuò a giocare nei Wolves, con i quali vinse la FA Cup 1948-1949 battendo il Leicester City in finale per 3-1. Nelle stagioni successive la squadra arrivò seconda e terza, prima di vincere il titolo di First Division del 1953-1954. Dopo qualche stagione nelle prime posizioni della classifica, i Wolves conquistarono due campionati consecutivi, rispettivamente nel 1957-1958 e nel 1958-1959 con Mullen sempre titolare. Il 1959 fu anche l'anno della sua ultima partita da professionista: nel 1959-1960 infatti, pur se ancora sotto contratto, non venne mai convocato e decise quindi di ritirarsi. In totale, Mullen marcò 486 presenze ufficiali con la maglia del Wolverhampton tra campionato e coppa, segnando 112 reti.

### Nazionale
La prima partita con la maglia dell'Inghilterra fu una gara non ufficiale durante la guerra, il 24 ottobre 1942 nella quale la sua squadra fu sconfitta dal Galles per 2-1: in totale, le sue presenze durante la guerra furono 3, due contro il Galles e uno contro il Belgio.
Il suo esordio ufficiale arrivò il 12 aprile 1947 contro la Scozia, partita pareggiata 1-1. Entrò nella storia della Nazionale in quanto fu il primo giocatore ad essere protagonista di una sostituzione, entrando al posto di Jackie Milburn durante un'amichevole contro il Belgio giocata il 18 maggio 1950: nell'occasione, contribuì alla vittoria segnando una rete nella vittoria degli inglesi per 4-1. Fu convocato sia per i Mondiali del 1950 tenutisi in Brasile, dove registrò due presenze e zero reti, sia per il Campionato mondiale di calcio 1954 giocatosi in Svizzera, nel quale marcò una sola presenza segnando uno dei due gol che diedero agli inglesi la vittoria contro i padroni di casa. In totale, le sue presenze con la maglia della Nazionale maggiore furono 12, con 6 reti all'attivo, a cui vanno aggiunte le 3 presenze (con una rete) effettuate con l'Inghilterra B.

## Dopo il ritiro
Dopo il suo ritiro dal calcio, gli venne dedicata una partita d'addio nel 1962, che condivise con il compagno di squadra Billy Wright. Successivamente, aprì a Wolverhampton un negozio di articoli sportivi: andò in pensione nel 1987, ma morì nell'ottobre dello stesso anno.

## Statistiche

### Presenze e reti nei club
| Stagione                       | Squadra                        | Campionato                     | Campionato | Campionato | Coppe nazionali | Coppe nazionali | Coppe nazionali | Altre presenze | Altre presenze | Totale | Totale |
| Stagione                       | Squadra                        | Comp                           | Pres       | Reti       | Comp            | Pres            | Reti            | Pres           | Reti           | Pres   | Reti   |
| ------------------------------ | ------------------------------ | ------------------------------ | ---------- | ---------- | --------------- | --------------- | --------------- | -------------- | -------------- | ------ | ------ |
| 1938–1939                      | Wolverhampton Wanderers        | FD                             | 8          | 0          | FAC             | 2               | 0               | -              | -              | 10     | 0      |
| 1939–1940                      | Wolverhampton Wanderers        | FD                             | 3          | 0          | FAC             | 0               | 0               | -              | -              | 3      | 0      |
| 1945–1946                      | Wolverhampton Wanderers        | FD                             | -          | -          | FAC             | 4               | 1               | -              | -              | 4      | 1      |
| 1946–1947                      | Wolverhampton Wanderers        | FD                             | 38         | 11         | FAC             | 0               | 0               | -              | -              | 38     | 11     |
| 1947–1948                      | Wolverhampton Wanderers        | FD                             | 34         | 8          | FAC             | 3               | 2               | -              | -              | 37     | 10     |
| 1948–1949                      | Wolverhampton Wanderers        | FD                             | 38         | 12         | FAC             | 7               | 3               | -              | -              | 42     | 15     |
| 1949–1950                      | Wolverhampton Wanderers        | FD                             | 40         | 10         | FAC             | 6               | 1               | 1              | 0              | 46     | 11     |
| 1950–1951                      | Wolverhampton Wanderers        | FD                             | 31         | 5          | FAC             | 6               | 1               | -              | -              | 37     | 6      |
| 1951–1952                      | Wolverhampton Wanderers        | FD                             | 40         | 11         | FAC             | 3               | 3               | -              | -              | 42     | 14     |
| 1952–1953                      | Wolverhampton Wanderers        | FD                             | 41         | 11         | FAC             | 1               | 0               | -              | -              | 42     | 11     |
| 1953–1954                      | Wolverhampton Wanderers        | FD                             | 38         | 7          | FAC             | 1               | 0               | -              | -              | 39     | 7      |
| 1954–1955                      | Wolverhampton Wanderers        | FD                             | 17         | 5          | FAC             | 0               | 0               | -              | -              | 17     | 5      |
| 1955–1956                      | Wolverhampton Wanderers        | FD                             | 36         | 7          | FAC             | 1               | 0               | -              | -              | 37     | 7      |
| 1956–1957                      | Wolverhampton Wanderers        | FD                             | 30         | 3          | FAC             | 2               | 1               | -              | -              | 32     | 4      |
| 1957–1958                      | Wolverhampton Wanderers        | FD                             | 38         | 4          | FAC             | 4               | 2               | -              | -              | 42     | 6      |
| 1958–1959                      | Wolverhampton Wanderers        | FD                             | 16         | 4          | FAC             | 0               | 0               | 2              | 0              | 18     | 4      |
| Totale Wolverhampton Wanderers | Totale Wolverhampton Wanderers | Totale Wolverhampton Wanderers | 445        | 98         |                 | 38              | 14              | 3              | 0              | 486    | 112    |

Presenze durante la guerra
Mullen giocò numerose partite durante la guerra con la maglia dei Wolves. Le presenze, non considerate ufficiali, ammontano ad un totale di 86, con 28 reti segnate. Di seguito i dati stagione per stagione:
| Stagione                       | Squadra                        | Campionato                     | Campionato | Campionato | Totale | Totale |
| Stagione                       | Squadra                        | Comp                           | Pres       | Reti       | Pres   | Reti   |
| ------------------------------ | ------------------------------ | ------------------------------ | ---------- | ---------- | ------ | ------ |
| 1939-1940                      | Wolverhampton Wanderers        | Midland Regional League        | 32         | 7          | 32     | 7      |
| 1941-1942                      | Wolverhampton Wanderers        | South League                   | 28         | 11         | 28     | 11     |
| 1942-1943                      | Wolverhampton Wanderers        | North League                   | 4          | 0          | 4      | 0      |
| 1943-1944                      | Wolverhampton Wanderers        | North League                   | 2          | 2          | 2      | 2      |
| 1944-1945                      | Wolverhampton Wanderers        | North League                   | 6          | 3          | 6      | 3      |
| 1945-1946                      | Wolverhampton Wanderers        | South League                   | 14         | 5          | 14     | 5      |
| Totale Wolverhampton Wanderers | Totale Wolverhampton Wanderers | Totale Wolverhampton Wanderers | 86         | 28         | 86     | 28     |

### Cronologia presenze e reti in nazionale
| Cronologia completa delle presenze e delle reti in nazionale ― Inghilterra | Cronologia completa delle presenze e delle reti in nazionale ― Inghilterra | Cronologia completa delle presenze e delle reti in nazionale ― Inghilterra | Cronologia completa delle presenze e delle reti in nazionale ― Inghilterra | Cronologia completa delle presenze e delle reti in nazionale ― Inghilterra | Cronologia completa delle presenze e delle reti in nazionale ― Inghilterra | Cronologia completa delle presenze e delle reti in nazionale ― Inghilterra | Cronologia completa delle presenze e delle reti in nazionale ― Inghilterra |
| Data                                                                       | Città                                                                      | In casa                                                                    | Risultato                                                                  | Ospiti                                                                     | Competizione                                                               | Reti                                                                       | Note                                                                       |
| -------------------------------------------------------------------------- | -------------------------------------------------------------------------- | -------------------------------------------------------------------------- | -------------------------------------------------------------------------- | -------------------------------------------------------------------------- | -------------------------------------------------------------------------- | -------------------------------------------------------------------------- | -------------------------------------------------------------------------- |
| 12-4-1947                                                                  | Londra                                                                     | Inghilterra                                                                | 1 – 1                                                                      | Scozia                                                                     | Torneo Interbritannico                                                     | -                                                                          |                                                                            |
| 18-5-1949                                                                  | Oslo                                                                       | Norvegia                                                                   | 1 – 4                                                                      | Inghilterra                                                                | Amichevole                                                                 | 1                                                                          |                                                                            |
| 22-5-1949                                                                  | Colombes                                                                   | Francia                                                                    | 1 – 3                                                                      | Inghilterra                                                                | Amichevole                                                                 | -                                                                          |                                                                            |
| 18-5-1950                                                                  | Bruxelles                                                                  | Belgio                                                                     | 1 – 4                                                                      | Inghilterra                                                                | Amichevole                                                                 | 1                                                                          |                                                                            |
| 25-6-1950                                                                  | Rio de Janeiro                                                             | Inghilterra                                                                | 2 – 0                                                                      | Cile                                                                       | Mondiali 1950 - 1º turno                                                   | -                                                                          |                                                                            |
| 29-6-1950                                                                  | Belo Horizonte                                                             | Inghilterra                                                                | 0 – 1                                                                      | Stati Uniti                                                                | Mondiali 1950 - 1º turno                                                   | -                                                                          |                                                                            |
| 10-10-1953                                                                 | Cardiff                                                                    | Galles                                                                     | 1 – 4                                                                      | Inghilterra                                                                | Torneo Interbritannico                                                     | -                                                                          |                                                                            |
| 21-10-1953                                                                 | Londra                                                                     | Inghilterra                                                                | 4 – 4                                                                      | Europa                                                                     | Amichevole                                                                 | 2                                                                          |                                                                            |
| 11-11-1953                                                                 | Liverpool                                                                  | Inghilterra                                                                | 3 – 1                                                                      | Irlanda del Nord                                                           | Torneo Interbritannico                                                     | -                                                                          |                                                                            |
| 3-4-1954                                                                   | Glasgow                                                                    | Scozia                                                                     | 2 – 4                                                                      | Inghilterra                                                                | Torneo Interbritannico                                                     | 1                                                                          |                                                                            |
| 16-5-1954                                                                  | Belgrado                                                                   | Jugoslavia                                                                 | 1 – 0                                                                      | Inghilterra                                                                | Amichevole                                                                 | -                                                                          |                                                                            |
| 20-6-1954                                                                  | Berna                                                                      | Svizzera                                                                   | 0 – 2                                                                      | Inghilterra                                                                | Mondiali 1954 - 1º turno                                                   | 1                                                                          |                                                                            |
| Totale                                                                     |                                                                            | Presenze                                                                   | 12                                                                         |                                                                            | Reti                                                                       | 6                                                                          |                                                                            |

## Palmarès

### Club

#### Competizioni nazionali
- Campionato inglese: 3

Wolverhampton Wanderers: 1953-1954, 1957-1958, 1958-1959
- Coppa d'Inghilterra: 1

Wolverhampton Wanderers: 1948-1949
- Charity Shield: 4

Wolverhampton Wanderers: 1949, 1954, 1959
Inghilterra: 1950
- Football League War Cup: 1

Wolverhampton Wanderers: 1942